# Xã Moscow, Quận Freeborn, Minnesota
Xã Moscow (tiếng Anh: Moscow Township) là một xã thuộc quận Freeborn, tiểu bang Minnesota, Hoa Kỳ. Năm 2010, dân số của xã này là 538 người.